# Poljarnyje Zori
Poljarnyje Zori (rusky Полярные Зори, doslova polární svítání) je město v Murmanské oblasti v Ruské federaci. Žije zde 14 078 obyvatel (2023).

## Poloha a doprava
Město leží na poloostrově Kola na pravém břehu Nivy, přítoku Bílého moře, jižně od jezera Imandra, z kterého Niva vytéká, těsně za severním polárním kruhem. Od Murmanska, správního střediska oblasti, je vzdáleno přibližně 225 kilometrů.
Přes město prochází od roku 1917 Murmanská železniční magistrála z Petrohradu do Murmanska. Západně od města prochází dálnice R-21 z Petrohradu do Severomorska.

## Dějiny
Poljarnyje Zori bylo založeno v roce 1968 v souvislosti s výstavbou Kolské jaderné elektrárny a to rovnou jako sídlo městského typu. Status města získalo v roce 1991. Město začalo být budováno v podobné době jako například atomová města Desnogorsk, Pripjať, Kurčatov a Volgodonsk a při jeho budování byly použity pro tato města typické panelové soustavy.
V srpnu 2024 bylo město zařazeno mezi tzv. arktická podpůrná města, což jsou ruská klíčová sídla v arktické zóně, která mají být do roku 2035 výrazně finančně podporovány v dalším investičním a technologickém rozvoji. Z města má být důležité technologické místo s rozvinutou sítí a dopravní infrastrukturou.

## Město v kultuře
- Město Poljarnyje Zori je zmiňováno v postapokalyptické trilogii Metro od Dmitrije Gluchovského díky civilizaci přežívající v jaderném městě.
- V roce 1978 natočil sovětský režisér Vladimir Bortko celovečerní film Vyšetřovací komise, který se odehrává v Poljarnyje Zori.

## Partnerská města
- Salla, Finsko (2010)
- Dukovany, Česko (2018)
- Muonio, Finsko

## Galerie

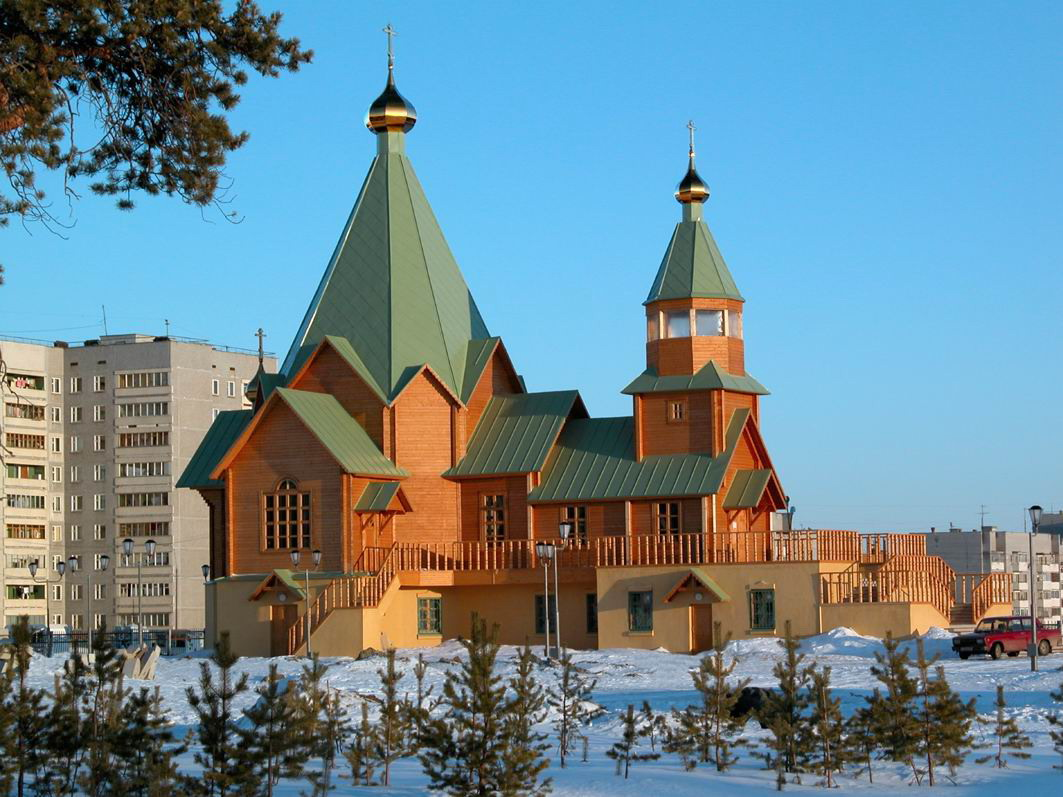
Kostel Svaté Trojice (rok 2008)
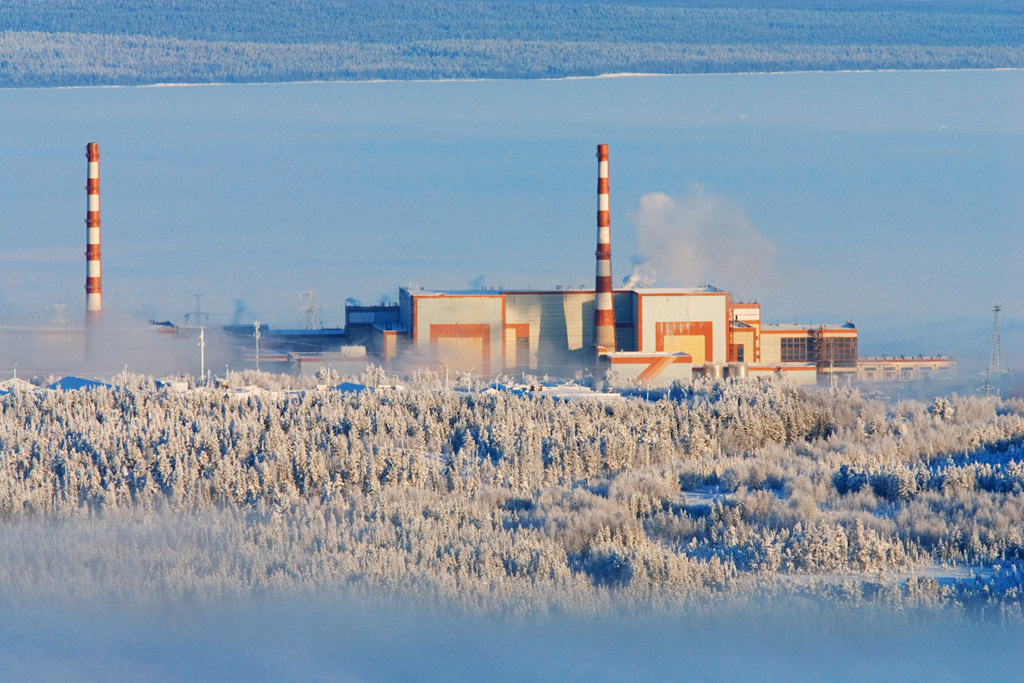
Kolská jaderná elektrárna (2007)
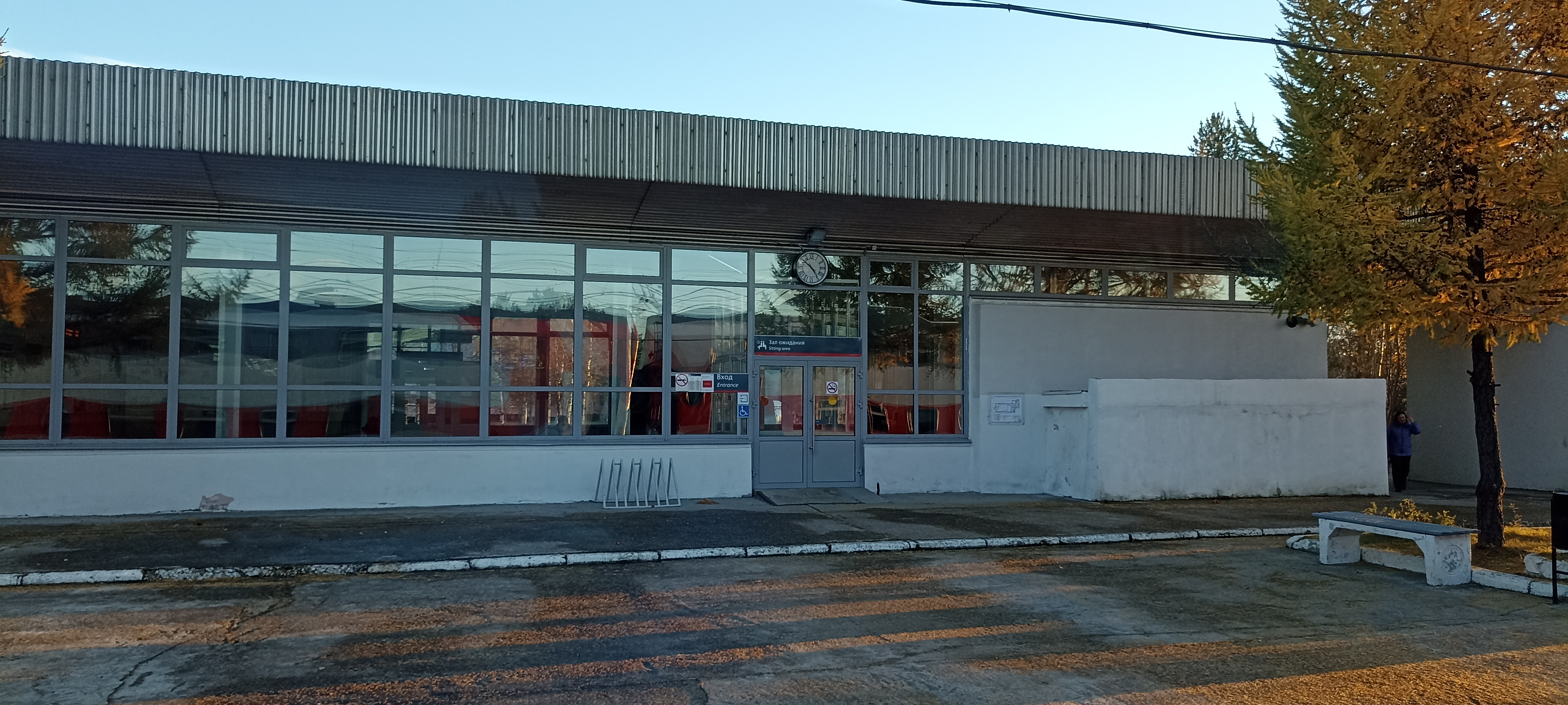
Železniční nádraží (2022)
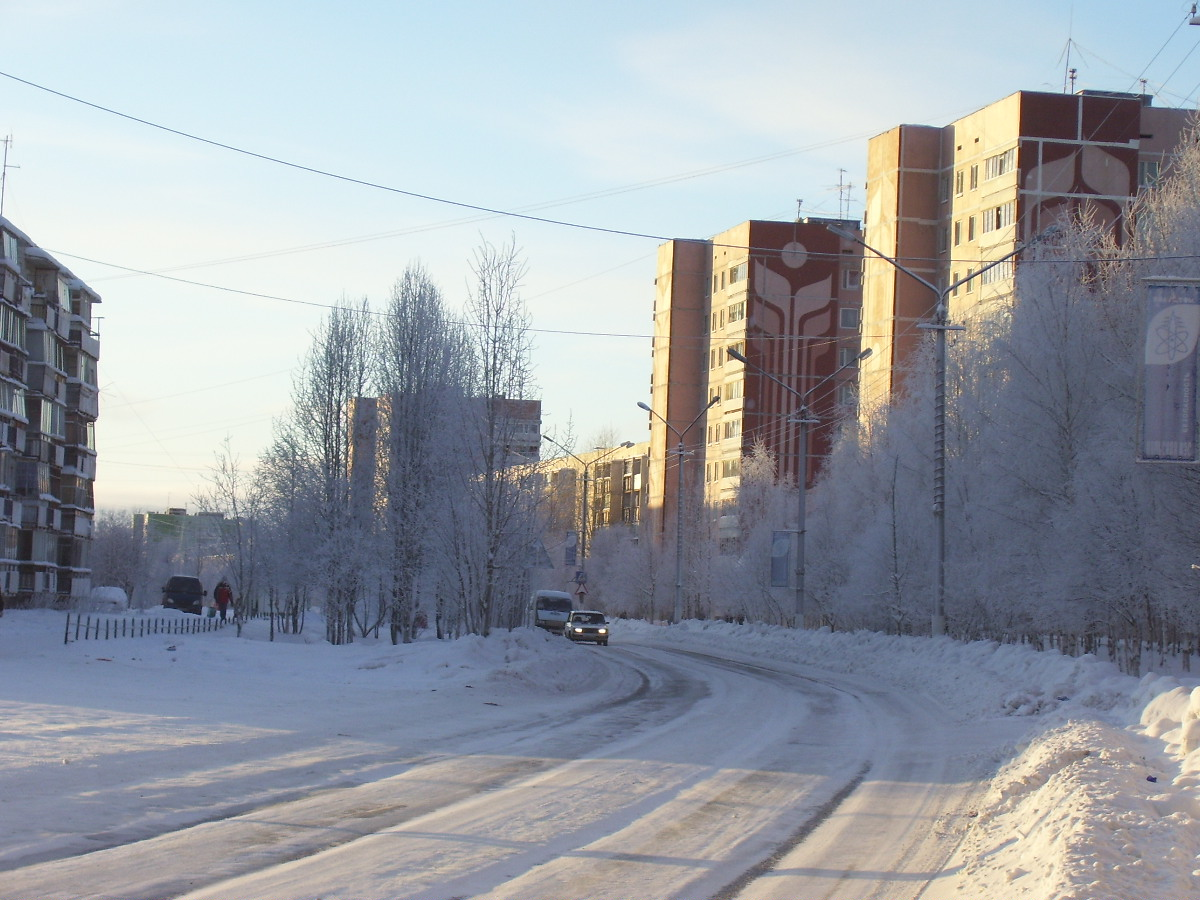
Lomonosova ulice (2008)